# Bồ-đề đạo đăng luận
Bồ-đề đạo đăng luận (zh. 菩提道燈論, sa. bodhipathapradīpa) là một tác phẩm quan trọng của Đại sư A-đề-sa, người truyền Phật pháp sang Tây Tạng trong thời kì truyền pháp thứ hai. Tác phẩm này là nền tảng tu học của hầu hết các tông phái Phật giáo tại đây.
Đại ý của tác phẩm này là việc chia ra thứ bậc trong việc tu hành Phật pháp do căn cơ của người ta không giống nhau. Người phát đại tâm là Đại thừa, người chỉ phát tâm xuất li là Tiểu thừa. Vì vậy cùng là Bố thí, trì Giới (sa. śīla), Định (sa., pi. samādhi), Huệ (sa. prajñā) nhưng kết quả lại không giống nhau. Căn cơ kém của con người ta là do tu tập mà thành, không phải do chủng tộc từ vô thủy đến nay đã có sẵn, không thể thay đổi được. Ngay cả con đường tu tập cũng phải tuần tự theo các thứ bậc mà tiến lên, không thể bỏ nhảy vượt qua được, nếu không thì không bao giờ đạt phúc đức vô thượng cả.
Bài tụng từ thứ 2 đến thứ 5 mở đầu của bài luận này là làm rõ hành tướng và thứ bậc ba hạng người được gọi là "Tam sĩ hành tướng thứ đệ" (三士行相次第):
1. Người lang thang trong Vòng sinh tử, nhưng không cho là khổ, cho là vui, lấy việc cầu mong tư lợi làm mục đích. Loại người này được gọi là "hạ sĩ";
2. Người tuy chán ghét luân hồi sinh tử, xa rời ác nghiệp, nhưng vẫn còn tâm tư lợi. Loại người này được gọi là "trung sĩ";
3. Người đã dứt hết được mọi đau khổ của mình, muốn cứu giúp chúng sinh, nguyện dứt bỏ mọi nỗi đau khổ cho các loài hữu tình. Loại người này được gọi là "thượng sĩ".

Trong ba hạng người trên chỉ thượng sĩ có thể đảm nhiệm Đại thừa nhưng thiện nghiệp của hạng phàm phu, bậc nhị thừa cũng không vứt bỏ. Cái sau hơn cái trước, cái trước được thu nhiếp trong cái sau, đó chính là thứ bậc của sự tu hành.
A-đề-sa chia hạnh của Bồ Tát thành hai loại Hiển-Mật: lấy Bát-nhã của Hiển giáo làm nhân, lấy Vô thượng du-già đát-đặc-la (sa. anuttarayogatantra) làm quả. Giữa khoảng nhân quả thì lấy việc phát Bồ-đề tâm (sa bodhicitta) để kết nối quán thông. Thứ bậc trong khoảng đó thì trước hết là Hiển-Mật cùng tu hành, lấy Tam quy y, Tam học làm cơ sở. Từ giới đạt định, từ định phát huệ rồi sản sinh những hạnh lợi tha. Sau đó cùng vận dụng cả trí huệ và phương tiện. Đó chính là phát tâm đại dũng, thực hiện chính hạnh Bồ Tát. Do vận dụng đủ cả bi và trí để tích tập công đức trí huệ, sau đó lại tu hành riêng theo Mật thừa, Bồ Tát nhanh chóng chứng đắc Vô thượng bồ-đề.
Tam quy y đây tức là yếu chỉ giải thoát, là chỗ sở y để phát tâm Bồ-đề. Bồ Tát phải cúng dường tài vật cho Tam bảo. Đến khi thành Phật thì vẫn phải lấy tâm bất thoái chuyển bảy lần cúng dường nữa, rồi lại lấy cái tâm kiên quyết dứt khoát ấy ba lần dâng Tam bảo nữa thì mới được gọi là thành tựu quy y. Lấy Tam quy đó làm căn bản, nảy nở tâm đại bi (sa. mahākaruṇā) với tất cả các loài Hữu tình, quán sát suy nghĩ vì sao các loài chúng sinh đang trôi lăn trong vòng sinh tử. Sau khi hiểu rõ thì lại thi hành phương tiện cứu độ họ và nảy nở tâm Bồ-đề không lay chuyển (vô đảo 無倒). Tam học đây chính là "Tam tăng thượng học" (zh. 三增上學) được giới thiệu như sau:
1. Tăng thượng giới học (zh. 增上戒學, sa. adhiśīlaśikṣā): Luật nghi của bảy hàng Thanh văn nên thực hành song song với Bồ Tát giới, tuân thủ theo nghi quỹ trong Du-già sư địa luận (sa. yogācārabhūmi-śāstra) của Vô Trước và Tập Bồ Tát học luận (sa. śikṣāsamuccaya) của Tịch Thiên (sa. śāntideva);
2. Tăng thượng định học (zh. 增上定學, sa. adhicittaśikṣā): Do giới mà sinh định, định được sản sinh thì có rất nhiều phần, tuân theo chín phần của Giác Hiền (sa. buddhabhadra), tức là: 1. Lìa ma nghiệp; 2. Lấy việc nghe pháp để hướng dẫn; 3. Vứt bỏ lý luận; 4. Không tham nói rộng; 5. Dựa vào tướng mà tác ý; 6. Niệm định phúc đức; 7. Chăm chỉ đối trị; 8. Hoà hội chỉ quán, 9. Hiểu rõ ở, ăn chỉ là phương tiện. Sau khi đầy đủ chín điều kiện này rồi dùng Phương tiện thiện xảo (善巧方便, sa. upāyakauśalya) như thế nào để thật tế tu định thì phải có thầy đích thân truyền cho, vì đó không phải là điều văn tự trình bày được hết;
3. Tăng thượng huệ học (zh. 增上慧學, sa. adhiprajñāśikṣā): Định (sa. samādhi) là một loại công phu của Chỉ (sa. śamatha) nhưng tu chỉ vẫn chưa đủ để cắt đứt các chướng ngại như nghiệp, hoặc,... Vì vậy phải thêm công phu Quán (sa. vipaśyanā).

Đó chính là Huệ học mà Bát-nhã và Du-già đã nói nhưng chỉ có trí huệ không thôi thì chưa đạt được cứu cánh, phải có thêm phương tiện mới thành tựu được. Trong đây, A-đề-sa dựa vào kiến giải của Giác Hiền (không phải Giác Hiền qua Trung Quốc dịch kinh), chia Lục ba-la-mật-đa thành hai loại:
1. Bố thí, trì giới, nhẫn nhục, tinh tiến, thiền định là thuộc phương tiện;
2. Bát-nhã là thuộc trí huệ. Lấy phương tiện giúp tăng thượng để tu trí huệ, chứng đắc Bồ-đề, tức là không còn chướng ngại.

Đây mới chỉ là nói về phương pháp tu hành chung cho Hiển và Mật giáo. Từ Hiển vào Mật giáo thì không cần phải phát tâm nào khác, chỉ cần tuân theo tất cả nghi quỹ chung mà bắt đầu tu tập theo những Tantra. Còn như Mật pháp tu hành cụ thể như thế nào phải đích thân Đạo sư truyền giảng cho, vì đây là điều không miêu tả bằng văn tự được.